# Brigitte Ernst de la Graete
Brigitte U.J.M.J.G. Ernst De La Graete (ur. 23 kwietnia 1957 w Liège) – belgijska i walońska polityk, samorządowiec i działaczka organizacji pozarządowych, od 1989 do 1994 posłanka do Parlamentu Europejskiego III kadencji.

## Życiorys
Kształciła się w zakresie prawa i socjologii. Angażowała się w działania z zakresu praw człowieka, ekologii i równouprawnienia ze względu na płeć. Od 1980 pracowała jako asystentka na wydziale prawa Uniwersytetu w Liège, od 2005 kierowała tam Euraxess Dienstencentrum, organizując kursy dla pracowników europejskich uniwersytetów. W latach 1995–1999 była dyrektorem Amnesty International na obszarze Unii Europejskiej. W latach 1999–2003 była asystentką ds. europejskich przy rządowym sekretarzu stanu ds. współpracy rozwojowej Eddym Boutmansie. Od 2003 do 2005 była koordynatorką w Forem, walońskiej organizacji pośrednictwa pracy.
Zaangażowała się w działalność polityczną w ramach ekologicznej partii Ecolo, od 1999 do 2002 pozostawała w niej sekretarzem generalnym (wspólnie z Philippem Defeytem i Jacques’em Bauduinen). Była radną miejską Liège w latach 1983–1988 i 2001–2014 (m.in. przewodnicząc komisji planowania przestrzennego, ekologii i turystyki). Sprawowała też funkcję wiceburmistrza miasta. Z ramienia Ecolo w 1989 uzyskała mandat posłanki do Parlamentu Europejskiego III kadencji. Dołączyła do Grupy Zielonych, od lipca 1989 do maja 1991 była jej wiceprzewodniczącą. Była członkinią Komisji ds. Gospodarczych i Walutowych oraz Polityki Przemysłowej, Komisji ds. Praw Kobiet oraz Komisji ds. Petycji. W 2003 bez powodzenia kandydowała do parlamentu. W 2017 zrzekła się członkostwa w partii w związku z oskarżeniami o nadużycia finansowe w rajach podatkowych.
Ma dwoje dzieci.